# 上海宝贝
《上海宝贝》是中国作家卫慧的一部半自传小说。它的中文版于1999年在中国出版。英文和德文译本于2001年出版。作者在書中提及了性爱过程中女性的生理感受。上海宝貝在中国出版後因为故事劇情涉及吸毒、性交、女性手淫、色情淫秽和同性戀而被當局認定腐朽墮落和受到西方文化毒害因而在中國被禁并被当街焚毁。2007年，該小说被翻拍成同名电影。
小說講述的是上海女作家倪可（CoCo）、中國男人天天和德國男人馬克之間的三角戀。倪可的男友天天因為性無能而遭到倪可不滿，倪可在維持與天天的戀人關係的同時又出軌有家室的馬克。最終馬克回到德國，天天又因吸毒而死。